# Gadag-Betigeri
Gadag-Betigeri (eller Gadag-Betageri) är en stad i Indien. Den ligger i delstaten Karnataka och är centralort i distriktet Gadag. De tidigare separata orterna Gadag och den nordligare Betigeri är idag sammanväxta och administreras numera som en gemensam kommunal enhet. Folkmängden uppgick till 172 612 invånare vid folkräkningen 2011.